# Orden sv. Grgura Velikog
Orden sv. Grgura Velikog, papinski orden. Jedan je od petorih papinskih ordena.  Hijerarhijski se nalazi iza Vrhovnog ordena Krista, Ordena zlatne ostruge, Ordena bl. Pija IX., a ispred Ordena sv. Silvestra. Ustanovljen je 1831. godine. Dodjeljuje ga se za zasluge Svetoj Stolici i ima četiri stupnja.